# Le Cheval dérobé
Le Cheval dérobé est un tableau réalisé par le peintre français Gustave Courbet en 1861. De format horizontal, cette huile sur toile est une peinture animalière qui représente un cheval au galop dans une forêt. Sa composition picturale est le résultat d'un repentir, l'artiste ayant supprimé le cavalier, modifiant ce qui était originellement une scène de chasse exposée sous le titre Le Piqueur au Salon de 1861, à Paris. Acquise en 1912 grâce à un don de Paul Durand-Ruel, la peinture est conservée à la Neue Pinakothek, à Munich, en Allemagne.